# Port Vieux de Barroude
De Port Vieux de Barroude is een bergpas over de hoofdkam van de Pyreneeën op de grens van het Franse departement Hautes-Pyrénées en de Spaanse regio Aragón. De pas ligt in de centrale Pyreneeën, en vormt de laagste Pyreneeënovergang tussen de Port de Boucharo in het westen en de Port de la Bonaigua in het oosten. Over de pas loopt enkel een wandelpad. In de jaren 30 van de twintigste eeuw waren er wel plannen om een weg over de pas aan te leggen. De Spaanse Burgeroorlog en daarna de Tweede Wereldoorlog zorgde er echter voor dat de plannen uitgesteld werden. Uiteindelijk zou er een tunnel geboord worden, iets meer naar het oosten: de huidige Bielsatunnel.

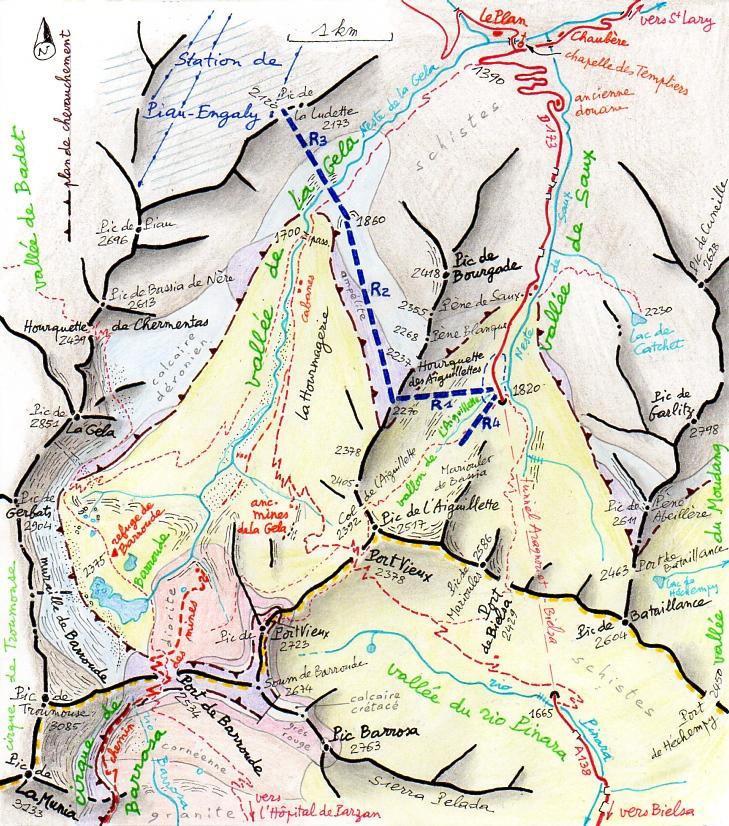
Kaart van de valleien van de Gela en de Saux: topografie en geologie

De Port Vieux de Barroude ligt exact op de staatsgrens, die hier samenvalt met de hoofdkam van de Pyreneeën en met de Europese waterscheiding tussen de Atlantische Oceaan en de Middellandse Zee. De noordzijde van de pas behoort tot het stroomgebied van de Neste de la Géla (stroomgebied van de Garonne). De zuidoostzijde van de pas behoort tot het stroomgebied van de Río Ara, een zijrivier van de Ebro.